# Neophacidium quercus
Neophacidium quercus är en svampart som först beskrevs av Chona, Munjal & J.N. Kapoor, och fick sitt nu gällande namn av E. Müll. & S. Ahmad 1957. Neophacidium quercus ingår i släktet Neophacidium, ordningen Rhytismatales, klassen Leotiomycetes, divisionen sporsäcksvampar och riket svampar.   Inga underarter finns listade i Catalogue of Life.